# Critère de dominance
Le critère de dominance est un indicateur visant à déterminer si un métier est plutôt à dominance féminine, masculine ou mixte. Si la part de femmes dans un métier est supérieur d’au moins 15 % points à la part moyenne des femmes dans tous les métiers confondus alors, ce métier est dit à dominance féminine. Il est dit à dominante masculine si cette part des femmes est inférieure de 15 % à la part moyenne des femmes dans l’ensemble des métiers, et mixte entre les deux.

## Historique
Cet indicateur a été proposé en 1993 par Catherine Hakim dans une étude, Segregated and integrated occupations: a new approach to analysing social change, pour compléter des indicateurs jugés insuffisants pour mesurer la diminution de la division du travail (ségrégation) entre hommes et femmes alors que les mesures prises au Royaume-Uni dans les années 1970 pour l'égalité des chances montraient des résultats décevants.